# Lambertville (Míchigan)
Lambertville es un lugar designado por el censo ubicado en el condado de Monroe en el estado estadounidense de Míchigan. En el Censo de 2010 tenía una población de 9953 habitantes y una densidad poblacional de 630,91 personas por km².

## Geografía
Lambertville se encuentra ubicado en las coordenadas 41°45′10″N 83°37′19″O / 41.75278, -83.62194. Según la Oficina del Censo de los Estados Unidos, Lambertville tiene una superficie total de 15.78 km², de la cual 15.73 km² corresponden a tierra firme y (0.26%) 0.04 km² es agua.

## Demografía
Según el censo de 2010, había 9953 personas residiendo en Lambertville. La densidad de población era de 630,91 hab./km². De los 9953 habitantes, Lambertville estaba compuesto por el 96.87% blancos, el 0.39% eran afroamericanos, el 0.25% eran amerindios, el 0.86% eran asiáticos, el 0.04% eran isleños del Pacífico, el 0.56% eran de otras razas y el 1.02% pertenecían a dos o más razas. Del total de la población el 2.25% eran hispanos o latinos de cualquier raza.